# Christian Décamps
Pour les articles homonymes, voir Décamps.
Christian Décamps, né le 11 août 1946 à Héricourt (Haute-Saône), est un chanteur, musicien, compositeur, parolier et écrivain français. Depuis 1969, il est le chanteur et leader du groupe français de rock progressif Ange qu'il a créé avec son frère Francis.
Il est le seul membre du groupe à avoir été toujours présent malgré les multiples changements. Aujourd'hui, le groupe repose sur lui et son fils Tristan, ainsi que le guitariste Hassan Hajdi, le bassiste Thierry Sidoum et le batteur Benoît Cazzulini.
Auteur de la majorité des textes des chansons du groupe Ange, il a également écrit plusieurs romans, certains ayant une thématique commune avec les albums (Sève qui peut, La voiture à eau).

## Origines
Christian Décamps est né Héricourt en Haute-Saône le 11 août 1946.
Sa mère, Gisèle Laheurte (née le 21 mai 1918 à Vecoux dans les Vosges) est une grande figure de la Résistance au sein du réseau Alliance pendant la seconde guerre mondiale. Agent de liaison, elle parcourt sur sa bicyclette Peugeot des milliers de kilomètres jusqu’à Épinal et Verdun avant d'être, sur dénonciation, arrêtée par la Gestapo, puis incarcérée à la prison de Belfort, puis à celle de Mulhouse. Elle y sera libérée par les Alliés, le jour même où elle devait être exécutée en forêt de la Hardt. En décembre 1944, l’armée française réquisitionne des maisons dans son village de Couthenans en Haute-Saône (où elle réside depuis son enfance), pour héberger des militaires en repos quelques jours. Le 1er septembre 1945, Gisèle rencontre de la sorte Jacques Décamps, un libérateur du 8e régiment de chasseur d’Afrique qui fait le « kakou » à moto dans sa cour, et les deux héros se marient,. Le couple s'installe à Essert dans le territoire de Belfort, et aura deux enfants : Christian (né en 1946) et Francis de six ans son cadet qui deviendront tous deux musiciens.
Jacques Edmond Décamps meurt le jour de Noël 1986. Veuve depuis plus de trente ans, Gisèle fête ses cent ans le 21 mai 2018 avec ses enfants, avant de mourir le 17 novembre de la même année. Élevée au grade d’adjudant, elle avait reçu la Légion d’Honneur, la médaille militaire, la Croix de guerre et la médaille de la Résistance. Après des obsèques religieuses à Essert, elle est enterrée au cimetière de Couthenans, village de son enfance.

## Discographie

### Titres isolés et divers en solo
- 1983 : sous le pseudonyme de M. Dé : Loïa / Le temps d'avant les larmes (45 T Philips)
- 1992 : Christian Décamps (narrateur du conte) et Michel Rubini : Merlin et les dragons (CD Baillemont/Musea)
- 1993 : Chant sur le morceau Circus, avec Alain Chiarazzo, le guitariste du groupe Éclat, sur la compilation Ugum, part II
- 1994 : Collectif L'appel du répondeur (contient Si j'étais le Messie, revu et corrigé par Christian Décamps) (CD Musea)
- 1994 : Compilation À propos d'Ange : dix artistes ou groupes français reprennent chacun un titre du groupe. Christian Décamps est aux claviers et chante Sur la trace des fées, accompagné de Jean-Pascal Boffo, en acoustique (CD Musea)

### Participations
- 2020 : Francis Décamps, De retour au cimetière des Arlequins

## Vidéographie en solo
- 1993 : Mes vers solitaires (DVD Musea)

## Production
- Producteur du groupe Pentacle La clef des songes pour Arcane (1975) dans un style rock progressif.
- Producteur des trois premiers disques de Mike Lécuyer pour Crypto-RCA (1977, 1978) et BAP-Philips (1979), dans un style « blues en français ».